# Конан
Ко́нан (англ. Conan) — воин-варвар из Киммерии, придуманный Робертом Ирвином Говардом в цикле повестей о Хайборийской эре, написанных в жанре фэнтези и издававшихся в журнале Weird Tales. Персонаж книг, комиксов, кинофильмов и компьютерных игр, один из наиболее популярных фантастических персонажей XX века. В книгах Говарда Конан описан как умелый воин, наёмник и путешественник, любимец женщин, сражающийся ради богатства и развлечения, но не лишённый благородства. В адаптациях его образ часто делали более героическим, представляя Конана как борца со злом.
После смерти Говарда в 1936 году серия произведений про Конана по инициативе Лайона Спрэга де Кампа и Лина Картера была продолжена другими литераторами и в настоящее время насчитывает многие десятки томов. Среди авторов, писавших о Конане, — Роберт Джордан, Пол Андерсон, Стив Перри. Ряд российских писателей также издали книги о Конане и Хайбории под иностранными псевдонимами (Олаф Бьорн Локнит, Поль Уинлоу, Дуглас Брайан и др.).
О Конане сняты два фильма с Арнольдом Шварценеггером в 1980-е, один с Джейсоном Момоа в 2011 году, телесериал с Ральфом Мёллером и мультсериал. Все эти картины почти не связаны сюжетно с рассказами Говарда и заимствуют из них лишь сам образ персонажа и отдельные элементы Хайборийской вселенной.

## Внешность и личные качества
Внешность Конана описывалась Говардом часто и подробно. Это высокий мускулистый человек с длинными чёрными волосами и ярко-синими глазами. Бороды и усов Конан не носит. Конан обладает огромной физической силой и звериной выносливостью, но при этом ловок и проворен «подобно дикой пантере». Привлекателен для женщин. Он хорошо владеет большинством видов оружия, но чаще всего использует меч или топор. Одежда Конана, не считая доспехов, меняется в зависимости от текущего рода деятельности и места жительства — как правило, он приспосабливается к местной военной моде. Вопреки распространённым иллюстрациям, в частности, Фрэнка Фразетты и Луиса Ройо, в рассказах Говарда Конан появлялся полуобнажённым лишь несколько раз.
Конан наделён способностями прирождённого лидера и полководца; он быстро завоёвывает расположение воинов и одерживает победы, командуя ими (но, как правило, Конану не удаётся сохранить плоды своих побед). При этом киммериец почти не амбициозен: будучи в подчинении у других, он исполняет их приказы и легко оставляет даже перспективную службу, едва она ему надоест. Конан имеет пристрастие к красивым женщинам и выпивке, что нередко оборачивалось против него.
Несмотря на варварское происхождение, в ходе своих странствий Конан побывал в самых разных уголках мира и приобрёл обширные познания как в географии, так и в укладе жизни разных народов и рас, а также неплохо изучил человеческую психологию. Он знает все основные языки Хайбореи и умеет на них читать. С детства Конан исповедовал традиционную для киммерийцев веру в воинственного бога Крома, относясь к другим религиям «с терпимостью, присущей варварам». Однако в поздний период он признавался в симпатии к культам Митры и Асуров (в рассказе «Чёрный Колосс» бог Митра сам указывает на Конана как на своего избранника для защиты королевства Хорайя). Конан не лишён черт расизма, явно характерного для Говарда (в посмертно опубликованной повести «Сокровища Траникоса» Конан спасает от пиктов двух своих врагов, мотивируя это тем, что не может позволить цветным дикарям убить хайборийцев).

### Противоречия образа в творчестве последователей
Образ главного героя сильно трансформировался под пером различных авторов, в разные десятилетия писавших «Сагу».
Оригинальный Конан, рождённый в творчестве отца-основателя серии Роберта Говарда, далёк от сглаженного идеализированного героя приключенческой литературы. Он не брезгует преступными промыслами, воровством и пиратством, не слишком разборчив в средствах, груб, резок на словах, мстит своим обидчикам с крайней жестокостью — иными словами, довольно сильно напоминает исторических «варваров» (викингов, германцев времён крушения Римской империи и т. п.). При этом ему присущ свой кодекс чести, от которого он никогда не отступает, и своеобразное обаяние, грубое, но действенное чувство юмора. Конан Говарда скорее прославлял собой грубую первобытную силу и живучесть, особенно заметную на фоне «цивилизованных» людей, и уж точно не являлся «борцом со злом».
С возрастом (тут Говард проявил нехарактерный для авторов фэнтези «психологический реализм») Конан существенно меняется. Захватив трон ради своих амбиций, «узурпатор» постепенно проникается подлинной ответственностью за судьбы страны и правит справедливо, снижая налоговое бремя и заботясь о безопасности своих подданных. Иными словами, несмотря на фрагментарность творчества Говарда, герой претерпевает вполне очевидные метаморфозы: из свирепого, дикого юнца, наводящего страх на дно «города воров», — в умудрённого жизнью полководца и монарха.
Однако в творчестве последователей Конан претерпевал самые разные метаморфозы, сохраняя только внешние приметы оригинала: необычную внешность (сочетание смуглой кожи и чёрных волос с синими глазами), исполинскую физическую силу и виртуозное мастерство в обращении с оружием, присловье «клянусь Кромом» да большую любовь к женскому полу. В остальном же в зависимости от «видения» нового автора варвар превращался то в рыцаря-паладина, сражающегося с потусторонним злом, то в лишённого чести и совести проходимца с замашками, напоминающими современных уголовных преступников, то в комического недотёпу, наделённого чудовищной физической силой при весьма скудном рассудке, а то и вовсе в без пяти минут современного интеллектуала, склонного между кровавыми сражениями предаваться размышлениям о природе насилия.

## Книжная биография
Конан — сын киммерийского кузнеца, родился прямо на поле боя, когда его беременная мать бросилась с мечом отражать набег ванов. Его дед принадлежал к южному киммерийскому роду, покинул родной очаг из-за кровной мести и после долгих скитаний прибился к одному из кланов севера. Конан участвовал в битвах с тех пор, как смог держать в руках меч, и в 14 лет одним из первых поднялся при штурме на стену крепости Венариум. Вместе с племенем асов Конан сражался против ванов и гиперборейцев, лишь ненадолго посетив Киммерию. К гиперборейцам Конан попал в плен, однако ему удалось бежать на юг, в Замору; оттуда началось его странствие по миру. На момент событий в Башне Слона Конану едва минуло 17 лет.
Одно время Конан назывался предводителем казаков с реки Запорожка:

В широких степях между морем Вилайет и границами самых восточных Хайборейских королевств в последней половине века возникла новая раса, сформированная изначально из сбежавших преступников, разорившихся людей, беглых рабов и солдат-дезертиров. Это были люди, запятнавшие себя многими преступлениями, из многих стран, рождённые в степях или сбежавшие из западных королевств. Они звались казаками, что означает «разоритель». Живя в диких открытых степях, не имея никакого закона, кроме своего собственного кодекса, они стали силой, способной бросить вызов даже великому монарху.
…

— Мы должны соблазнить Конана покинуть казаков, — сказал внезапно советник. — Их военный лагерь сейчас разбит где-то в нижних плёсах реки Запорожка.
…

— Кто ты?

— Я — Конан, гетман этих казаков.

Оригинальный текст (англ.)On the broad steppes between the Sea of Vilayet and the borders of the easternmost Hyborian kingdoms, a new race had sprung up in the past half-century, formed originally of fleeing criminals, broken men, escaped slaves, and deserting soldiers. They were men of many crimes and countries, some born on the steppes, some fleeing from the kingdoms in the west. They were called kozak, which means wastrel.

Dwelling on the wild, open steppes, owning no law but their own peculiar code, they had become a people capable even of defying the Grand Monarch.
«We must lure Conan away from the kozak», said the counsellor abruptly. «Their war camp is at present pitched somewhere on the lower reaches of the Zaporoska River…»
«Who are you?»

«I am a Conan, hetman among the kozaks»
— Robert E. Howard. The Devil in Iron, p. 18—19, Berkley Publishing Corporation, 1967.
Несколько лет Конан был пиратом, прославившись среди жителей Чёрных королевств как Амра (Лев). После гибели его пособницы Белит и их команды сошёл на берег и стал наёмником. Служил сперва под началом принца Амальрика, вскоре сам стал военачальником, часто меняя хозяев. После свержения королевы Тарамис, у которой он служил, стал вождём кочевников. Враждовал с Туранскими властями. Позднее люди Конана были разбиты войсками царя Йездигерда, и их атаман некоторое время бродил по южным землям в поисках сокровищ.
Вернувшись на север, Конан завербовался в армию Аквилонии и покрыл себя славой, сражаясь против пиктов, быстро дослужившись до генерала. Король Нумедидес, опасаясь его растущей популярности, бросил киммерийца в тюрьму Железная Башня. Конан бежал и вместе с бароном Троцеро возглавил мятеж, закончившийся свержением и убийством Нумедидеса. После чего сорокалетний варвар был коронован как Конан I и правил Аквилонией до старости (с небольшим перерывом — см. «Час дракона»), несмотря на многочисленные покушения и заговоры. Первоначально ведя оборонительные войны, Конан из чувства самосохранения был вынужден перейти к нападению. В поздние годы Конан посещал Кхитай и Гирканию, малоизвестные области к северу и к югу от них, а также безымянный континент в западном полушарии.
В браке с Зенобией у Конана родились два сына и дочь. Старший сын, Конн, почти точная копия отца, внешне и по характеру, наследовал его трон.

### Р. И. Говард
Часть повестей и рассказов опубликованы посмертно.
- Феникс на мече (англ. The Phoenix on the Sword, 1932) — переработано из рассказа «Сим топором я буду править!» о Кулле.
- Алая цитадель (англ. The Scarlet Citadel, 1933)
- Башня Слона (англ. The Tower of the Elephant, 1933)
- Чёрный колосс (англ. Black Colossus, 1933)
- Ползучая тень (англ. The Slithering Shadow, 1933)
- Омут чёрных дьяволов (англ. The Pool of the Black One, 1933)
- Сплошь негодяи в доме (англ. Rogues in the House, 1934)
- Тени в лунном свете (англ. Shadows in the Moonlight, 1934)
- Королева чёрного побережья (англ. Queen of the Black Coast, 1934)
- Люди Чёрного Круга (англ. The People of the Black Circle, 1934)
- Родится Ведьма (англ. A Witch Shall Be Born, 1934)
- Сокровища Гвалура (англ. Jewels of Gwahlur, 1935)
- За Чёрной Рекой (англ. Beyond the Black River, 1935)
- Железный демон (англ. The Devil in Iron, 1935)
- Тени Замбулы (англ. Shadows in Zamboula, 1935)
- Час дракона (англ. Hour of the Dragon, 1935)
- Хайборейская эра (англ. The Hyborean Age, 1936) — эссе с описанием начала и конца Хайборийской Эры
- Гвозди с красными шляпками (англ. Red Nails, 1936)

Доработаны и опубликованы посмертно:
- Бог из чаши (англ. The God in the Bowl, 1952) — отредактировано Л. Спрэг де Кампом
- Дочь ледяного гиганта (англ. The Frost Giant’s Daughter, 1953) — переработано Л. Спрэг де Кампом
- Сокровища Траникоса (англ. The Treasure of Tranicos, 1953) — соавтор: Л. Спрэг де Камп (авторское название «Чёрный чужеземец»)
- Барабаны Томбалку (англ. Drums of Tombalku, 1955)
- Окровавленное божество (англ. The Blood-Stained God, 1955) — переработано Л. Спрэг де Кампом
- Дорога орлов (англ. The Road of the Eagles, 1955) — переработано Л. Спрэг де Кампом
- Кинжалы Джезма (англ. The Flame Knife, 1955) — переработано Л. Спрэг де Кампом
- Ястребы над Шемом (англ. Hawks over Shem, 1955) — переработано Л. Спрэг де Кампом
- Долина пропавших женщин (англ. The Vale of Lost Women, 1967)
- В зале мертвецов (англ. The Hall of the Dead, 1967) — соавтор: Л. Спрэг де Камп
- Рука Нергала (англ. The Hand of Nergal, 1967) — соавтор: Лин Картер
- Волки по ту сторону границы (англ. Wolves Beyond the Border, 1967) — соавтор: Л. Спрэг де Камп (единственное произведение, где Конан не появляется, а только упоминается)
- Рыло во тьме (англ. The Snout in the Dark, 1969) — соавторы: Л. Спрэг де Камп, Лин Картер

### Другие литераторы
- Возвращение Конана (англ. The Return of Conan, 1957) — авторы: Л. Спрэг де Камп, Б. Ниберг
- Конан-корсар (англ. Conan the Buccaneer, 1966; в русском переводе — «Корона Кобры»)
- Тварь в склепе (англ. Thing in the Crypt, 1967)
- Город черепов (англ. The City of Skulls, 1967)
- Проклятие монолита (англ. The Curse of the Monolith, 1968)
- Чёрные слёзы (англ. Black Tears, 1968)
- Конан-островитянин (англ. Conan of the Isles, 1968)
- Логово ледяного червя (англ. The Lair of the Ice Worm, 1969)
- Замок ужаса (англ. The Castle of Terror, 1969)
- Гиперборейская колдунья (англ. The Witches of the Mists, 1972)
- Чёрный сфинкс Нептху (англ. Black Sphinx of Nebthu, 1973)
- Алая луна Зембабве (англ. Red Moon of Zembabwei, 1974)
- Тени каменного черепа (англ. Shadows in the Skulls, 1975)
- Легионы смерти (англ. Legions of the Dead, 1978)
- Народ вершин (англ. The People of the Summit, 1978)
- Тени во тьме (англ. Shadows in the Dark, 1978)
- Звезда Хоралы (англ. The Star of Khorala, 1978) — авторы: Л. Спрэг де Камп, Б. Ниберг
- Самоцвет в башне (англ. The Gem in the Tower, 1978)
- Богиня из слоновой кости (англ. The Ivory Goddess, 1978)
- Кровавая луна (англ. Moon of Blood, 1978)
- Под знаменем чёрных драконов (англ. Conan the Liberator, 1979)
- Конан и бог пауков (англ. Conan and the Spider God, 1980) — автор: Л. Спрэг де Камп
- Сталь и змея (англ. Conan the Barbarian, 1982) — новеллизация фильма «Конан-варвар»

- Глаз Эрлика (англ. Conan and the Sorcerer, 1978)
- Меч Скелоса (англ. The Sword of Skelos, 1979)
- Конан-наёмник (англ. Conan the Mercenary, 1980)

- Дорога Королей (англ. The Road of Kings, 1979)

- Конан-мятежник (англ. Conan the Rebel, 1980)

- Тень Властелина — Конан Заступник (англ. Conan the Defender, 1982)
- Чёрный камень Аманара (англ. Conan the Invincible, 1982)
- Сердце Хаоса (англ. Conan the Unconquered, 1983)
- Тайна Врат Аль-Киира (англ. Conan the Triumphant, 1983)
- Конан и огненный зверь (англ. Conan the Magnificent, 1984)
- Ловушка для демона (англ. Conan the Victorious, 1984)
- Рог Дагота (англ. Conan the Destroyer, 1984) — новеллизация фильма «Конан-разрушитель»

- Конан в Чертогах Крома (англ. Conan the Valorous, 1985)
- Победитель (англ. Conan the Champion, 1987)
- Дикая орда (англ. Conan the Marauder, 1988)
- Конан не знающий страха (англ. Conan the Bold, 1989)
- Город негодяев (англ. Conan the Rogue, 1991)
- Конан в цитадели мрака (англ. Conan and the Manhunters, 1994)
- Конан и сокровища Пифона (англ. Conan and the Treasure of Python, 1994)
- Степная царица (англ. Conan and the Amazon, 1995)

- Четыре стихии (англ. Conan the Fearless, 1986)
- Конан бросает вызов (англ. Conan the Defiant, 1987)
- Повелители пещер (англ. Conan the Indomitable, 1989)
- Хозяин тумана (англ. Conan the Free Lance, 1990)
- Цена победы (англ. Conan the Formidable, 1990)

- Конан-изменник (англ. Conan the Renegade , 1986)
- Конан и осквернители праха (англ. Conan the Raider, 1986)
- Конан-полководец (англ. Conan the Warlord, 1988)
- В стране Чёрного Лотоса (англ. Conan the Hero, 1989)
- Конан Великий (англ. Conan the Great, 1989)
- Изгнанник (англ. Conan the Outcast, 1991)
- Проклятое золото (англ. Conan the Savage, 1992)
- Конан из Красного Братства (англ. Conan of the Red Brotherhood, 1993)
- Гроза Кровавого побережья (англ. Conan, Scourge of the Bloody Coast, 1994)
- Конан-гладиатор (англ. Conan the Gladiator, 1995)
- На запретном берегу (англ. Conan, Lord of the Black River, 1996)

В 1990-е «Сага о Конане» стала очень популярной в России. Официально она выпускалась дважды — издательствами «Северо-Запад» (в 1993—1995 годах) и «Азбука» (двумя сериями — малого и большого формата — в 1995—1997 годах).
Что касается книг, выпускавшихся совместно издательствами «Тролль», АСТ и «Северо-Запад Пресс» начиная с 1996 года и до настоящего времени, то, несмотря на наличие иностранных имён на титулах, эти книги не имеют никакого отношения к официальной западной Саге. Подавляющее большинство этих произведений, с точки зрения копирайта являющихся пиратскими, написано под псевдонимами российскими фантастами, в частности, Мартьяновым, Глумовым, Хаецкой и другими. На 2007 год Сага о Конане, выпущенная этими издательствами, включала следующие книги:
1. Конан и четыре стихии
2. Конан и боги тьмы
3. Конан и меч колдуна
4. Конан бросает вызов
5. Конан и повелители пещер
6. Конан и песня снегов
7. Конан и небесная секира
8. Конан на дороге королей
9. Конан принимает бой
10. Конан и карусель богов
11. Конан и дар Митры
12. Конан и ночные клинки
13. Конан и грот Дайомы
14. Конан и зеркало грядущего
15. Конан и время жалящих стрел
16. Конан и псы войны
17. Конан и талисман зла
18. Конан и бич Нергала
19. Конан и Город пленённых душ
20. Конан и источник судеб
21. Конан и сердце Аримана
22. Конан и багровое око
23. Конан и призраки прошлого
24. Конан и воинство мрака
25. Конан. Варвар из Киммерии
26. Конан и рыжий ястреб
27. Конан и пленники бездны
28. Конан и заговор теней
29. Конан и копьё Крома
30. Конан и врата вечности
31. Конан и алмазный лабиринт
32. Конан и расколотый идол
33. Конан и чаша бессмертия
34. Конан и ледяной страж
35. Конан и торговцы грёзами
36. Конан и алтарь победы
37. Конан и битва бессмертных
38. Конан и пожиратели плоти
39. Конан и берег проклятых
40. Конан и оковы безмолвия
41. Конан и Владычица Небес
42. Конан и древо миров
43. Конан и кольцо власти
44. Конан и зов древних
45. Конан и пророк тьмы
46. Конан и гнев Сета
47. Конан и храм ночи
48. Конан и король воров
49. Конан и подземный огонь
50. Конан и мятеж четырёх
51. Конан и клеймо змея
52. Конан и хозяин океана
53. Конан и корона мира
54. Конан и Посланник света
55. Конан и спящее зло
56. Конан и звёзды Шадизара
57. Конан и склеп хаоса
58. Конан и жрец Тарима
59. Конан и святилище пиктов
60. Конан и повелитель молний
61. Конан и тигры Хайбории
62. Конан и всадники бури
63. Конан и след исполина
64. Конан и слуга тумана
65. Конан и лик зверя
66. Конан и обитель драконов
67. Конан и наследие мёртвых
68. Конан и закат Аргоса
69. Конан и Алая печать
70. Конан и танец пустоты
71. Конан и посланник мрака
72. Конан и голос крови
73. Конан и тень ветра
74. Конан и принц Зингары
75. Конан и жемчужина пустыни
76. Конан и духи гор
77. Конан и сокровища Тарантии
78. Конан и нефритовый кубок
79. Конан и убийцы чудовищ
80. Конан и странники морей
81. Конан и путь героев
82. Конан и владыка леса
83. Конан и награда наёмника
84. Конан и Легион Зари
85. Конан и пламя возмездия
86. Конан и трон ведьмы
87. Конан и честь Империи
88. Конан и месть Бела
89. Конан и Камень желаний
90. Конан и Волчья башня
91. Конан и клятва Варвара
92. Конан и скипетр мага
93. Конан и золотая пантера
94. Конан и легенда Лемурии
95. Конан и ярость титанов
96. Конан и тайна песков
97. Конан и раб талисмана
98. Конан и поход обречённых
99. Конан и чары Колдуньи
100. Конан. Герой Хайбории
101. Конан и Чёрное солнце
102. Конан и заложники рока
103. Конан и Пагода сна
104. Конан и ритуал Луны
105. Конан и львы Стигии
106. Конан и Тёмный охотник
107. Конан и клыки Асуры
108. Конан и суд богини
109. Конан и щит Вендии
110. Конан и лики Ахерона
111. Конан и Зачарованный остров
112. Конан и демоны степей
113. Конан и Чародеи Юга
114. Конан и узники Камня
115. Конан и Красное братство
116. Конан и Глаз паука
117. Конан и цепь оборотня
118. Конан и Фонтан Жизни
119. Конан и Река забвения
120. Конан и долина дикарей
121. Конан и земля призраков
122. Конан и оракул смерти
123. Конан и слепой жрец
124. Конан и неудачник из Аграпура
125. Конан и морок чащи
126. Конан и круг времён
127. Конан и дочь друидов
128. Конан и волшебный контрабас

## Кино и игры
Художественные фильмы:

В 1982 и 1984 годах о Конане были сняты два фильма, благодаря исполнению главной роли в которых прославился Арнольд Шварценеггер:
- Конан-варвар
- Конан-разрушитель

Оба фильма не являются экранизацией каких-либо книг и обладают полностью новым, самостоятельным сценарием, хотя и использующим некоторые идеи и сцены из произведений Говарда и некоторых других книг. По фильму «Конан-разрушитель» Роберт Джордан позднее написал его новеллизацию, которую назвал «Рог Дагота». Третьим, завершающим фильмом должен был стать «Конан-завоеватель» (англ. Conan the Conqueror), основанный на повести Говарда «Час дракона», где Конан становится королём Аквилонии. Однако Шварценеггер отказался участвовать в этом фильме, так как срок контракта с ним закончился, и он теперь был занят в фильме «Хищник», а выбранный взамен Кевин Сорбо не хотел играть чужую роль. В результате задуманная трилогия осталась незаконченной. Сценарий переделали, заменив Конана на другого героя Говарда — Кулла из Атлантиды, а фильм назвали «Кулл-завоеватель» (1997).
В 2011 году была снята ещё одна версия «Конана-варвара» от режиссёра Маркуса Ниспела. В главной роли снялся Джейсон Момоа («Звёздные врата. Атлантида», «Игра престолов», «Лига Справедливости»). Фильм был провален в прокате, заработав чуть больше половины бюджета (48 миллионов долларов при бюджете в 80-90 миллионов) и получил негативные оценки.
О Конане также снят телесериал с Ральфом Мёллером в главной роли и два анимационных сериала — «Приключения Конана-варвара» и «Конан и молодые воины». Готовится к выходу полнометражный мультипликационный фильм «Red Nails» («Гвозди с красными шляпками») по одноимённому рассказу Роберта Говарда.
К выходу также готовился новый фильм о Конане с Арнольдом Шварценеггером в главной роли — «Легенда о Конане» (англ. The Legend of Conan), однако в апреле 2017 года проект был закрыт из-за возможных проблем с бюджетом.
Мультсериалы:
- Приключения Конана-варвара (англ. Conan the Adventurer) — американский мультипликационный сериал на базе созданного Робертом Говардом в 1930 году литературного персонажа Конана-варвара (1992—1993 годы; 65 эпизодов)
- Конан и молодые воины[англ.] (англ. Conan and the Young Warriors) — спин-офф мультсериала Приключения Конана-варвара (1994 год; 13 эпизодов).

Компьютерные игры:
- Conan the Cimmerian (1991).
- Conan (2004).
- Conan (2007).
- Онлайновая ролевая игра 2008 года Age of Conan: Hyborian Adventures (дополнение: Age of Conan: Rise of the Godslayer).
- Онлайновая ролевая игра 2017 года Conan Exiles.
- Mortal Kombat 1 (2023 года). Гостевой персонаж

Компании Paradox и Digital Development Management собираются создать новую видеоигру про Конана.

## В изобразительном искусстве
Картины американского художника Френка Фразетты, посвящённые Конану, считаются каноническими по части изображения персонажа. Картина Фразетты The Destroyer продана на выставке КомикКон-2010 в Сан-Диего за 1,5 миллиона долларов.

## Комиксы
Как персонаж комиксов Конан дебютировал в 1970 году в издательстве Marvel Comics, опубликовавшем первую историю из серии Conan the Barbarian (сценарий Роя Томаса, иллюстрации Барри Смита). Успех этой серии привёл к запуску в 1974 году другой, рассчитанной уже на взрослую аудиторию — чёрно-белой Savage Sword of Conan (опубликована импринтом Marvel Curtis Magazines). Созданный Джоном Бушема и Альфредо Алькала по сценариям Роя Томаса, Savage Sword of Conan скоро стал одним из популярнейших комикс-сериалов 1970-х, и теперь считается классикой.
Марвеловские истории о Конане также публиковались в виде газетных стрипов ежедневно и по воскресеньям, с 4 сентября 1978 года до 12 апреля 1981 года Первоначально написанная Томасом и проиллюстрированная Бушемой, газетная серия была продолжена несколькими разными художниками и сценаристами Marvel.
Marvel прекратило издавать все комиксы о Конане в 2000 году. В 2003 году Dark Horse Comics приобрели лицензию на публикацию персонажа.

## Влияние на культуру
Сага о Конане хотя и не считается первым современным фэнтези-произведением, стала первым произведением в нынешней форме этого жанра, добившимся широкой известности и коммерческого успеха. Подражания циклу и продолжения его фактически создали поджанр «героического фэнтези», «фэнтези меча и магии».
Фактически заложенный Говардом канон жанра остаётся единственным, с которым работают фэнтези-авторы. Разумеется, не все подражают Говарду, и наряду с подражательскими, эпигонскими произведениями, «продолжающими традиции» Говарда, существует немало «боевого фэнтези», спорящего с «конаническим» подходом к жанру, полемизирующего, осмеивающего штампы «Саги», «смотрящего под иным углом», но не в силах вырваться из-под влияния заложенного в повестях Говарда о Конане стандарта жанра. Тонгор из романов Лина Картера — не слишком оригинальный слепок с Конана, Мрак авторства Юрия Никитина — «русифицированный», вернее, даже обрусевший Конан, Элрик Мелнибонейский, «антигерой» Майка Муркока, — отчётливый «анти-Конан», Друсс — Легенда из «Дренайского Цикла» Дэвида Гэммела — непрерывная полемика с Конаном и Говардом.
- Говард допускает в выборе имён и названий только одну заметную ошибку. Негры-пираты не могли дать Конану прозвище Амра. Это слово арабского происхождения. До сих пор льва называют «Симба» даже в тех африканских странах, которые испытали арабо-мусульманское влияние.
- Стереотипным стал образ Конана как длинноволосого воина с обнажённым мускулистым торсом. Хотя этот образ был создан в большей части фильмами и художниками, нежели собственно книгами, он оказал значительное влияние на другие образы, неоднократно копировался и пародировался[12].
- Некоторые параллели с образом Конана прослеживаются в романе Марии Семёновой «Волкодав». В частности, завязка романа похожа на завязку фильма «Конан-варвар», а в фильме-экранизации «Волкодав из рода Серых Псов» это сходство ещё усилено. Первый тираж романа был издан под рекламным слоганом «Русский Конан»[13], хотя сама Семёнова отрицательно относится к сравнению Волкодава с Конаном. Как отмечает «Мир фантастики», между самими главными героями нет почти ничего общего: они «не двойники, а во многом даже противоположности… Легкомысленный авантюрист, любитель женщин и вина — и молчаливый отшельник, защитник слабых»[14].
- В компьютерной игре Fallout встречаются журналы комиксов «Гронак Варвар», дающие игровому персонажу возможность улучшения навыка боя без оружия.
- В компьютерной игре The Sims 2: Университет один из видов стипендий для абитуриентов называется «Конан-варвар». Она присуждается подросткам, достигшим высшего уровня навыка «Культура тела».
- В сериале Wayne главные герой Уэйн время от времени читает комикс о Конане. Также в начале одной из серий видит небольшой сон, где он сидит в боулинг-клубе и общается с доисторическим варваром, а затем совместно они вершат правосудие над мужчиной, который грубо относился к своей семье[15].
- Персонажи, пародирующие Конана.
  - Коэн-Варвар, также известный как Чингиз-Коэн, — персонаж нескольких романов Терри Пратчетта о Плоском Мире, девяностолетний старик с артритом, который умеет мастерски сражаться, ограбил храмы всех богов Плоского Мира и периодически спасает девственниц (правда, уже почти не помнит — для чего).
  - Герой пилотной серии (производство было остановлено) анимационного сериала «Коргот из Варварии» (действие происходит в далёком будущем, Коргот молчалив, жесток, почти гол, брутален и по-прежнему привлекателен для женщин).
  - Кондон-Варвар из пародийной новеллы «Чудо-Занудо» (англ. The Boring Beast, 1984) знаменитого фантаста Гарри Тертлдава, где варвар очень брутален, а также присутствуют таверны, принцессы и маги в цитаделях.
  - Ронан-варвар из цикла произведений Джеймса Бибби.
  - Мультфильм «Ронал-варвар».

## Критика и отзывы
- Конан занял 4-е место в списке 10 самых главных персонажей фэнтези по версии журнала «Мир фантастики». Автор назвал Конана эталоном фэнтезийного варвара, добавив, что «он не так прост, как может показаться. Сильный, но ловкий. Дикий, но умный. Амбициозный, честолюбивый, словом — герой себе на уме»[16].